# Clerget-Blin
Clerget-Blin (vollständiger Name: Société Clerget-Blin & Cie) war ein französisches Feinmechanik-Unternehmen. Es wurde 1913 vom Ingenieur und Erfinder Pierre Clerget und dem Industriellen Eugène Blin gegründet. Firmensitz und Fertigung befand sich in Levallois-Perret, nordwestlich von Paris. Das Unternehmen Clerget-Blin produzierte vor allem Flugzeugmotoren. Auf Grund des steigenden Bedarfs für Militärflugzeuge wurden während der beiden Weltkriege die Clerget-Motoren auch in England in Lizenz gefertigt.
Ursprünglich wurden Sternmotoren nur einreihig produziert. Als mehr Leistung gefordert wurde, für die man nicht genug Zylinder nebeneinander anordnen konnte, wurden zweireihige Sternmotoren und Reihenmotoren entwickelt. Hauptabnehmer war die Luftfahrtindustrie. Es gab auch eine kleine Anzahl von Anwendern, die Boote und Landfahrzeuge mit Cleget-Blin-Motoren ausrüsteten.

## Produkte (Auszug)

### Umlauf-Sternmotoren

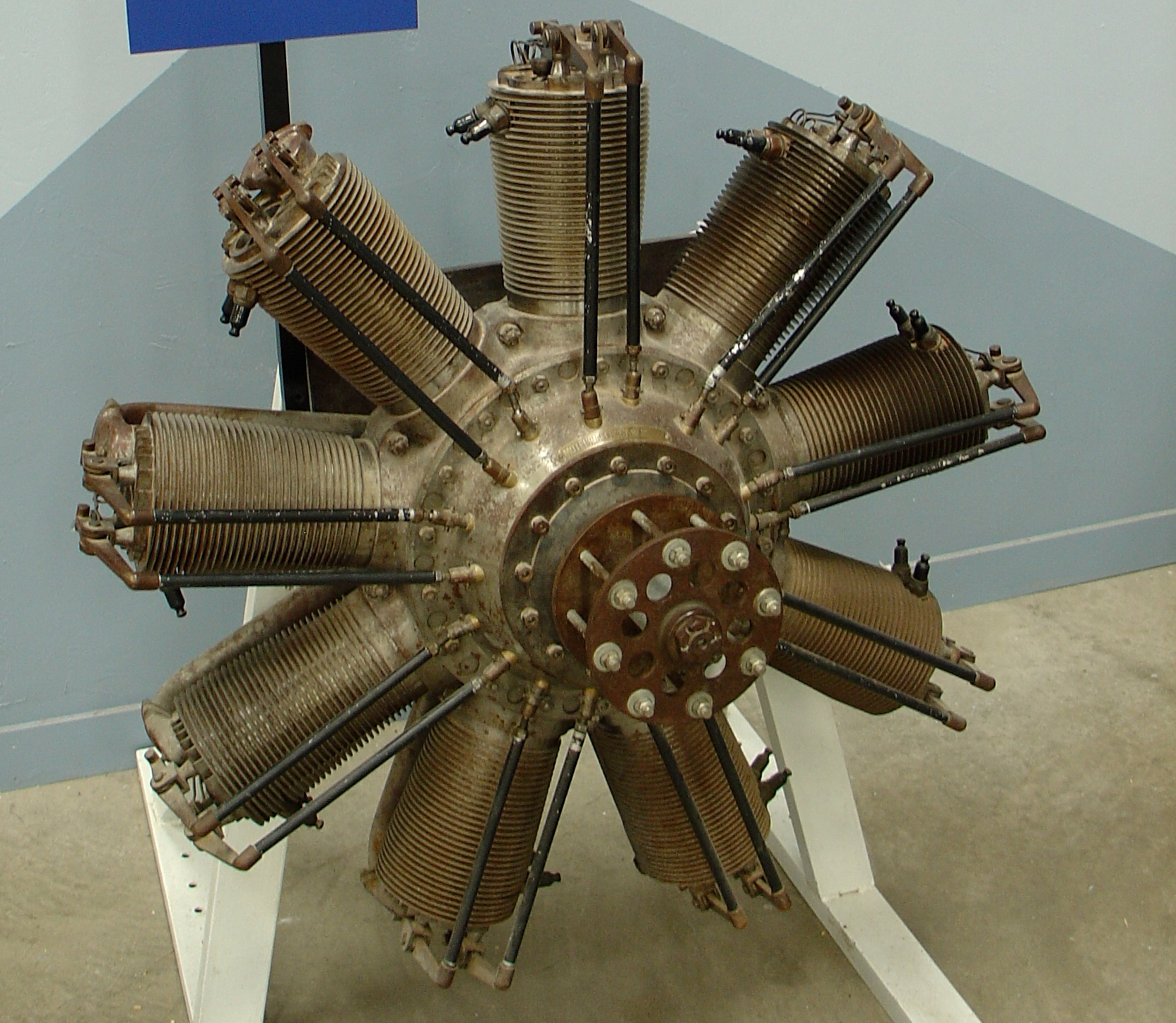
Clerget 9B, 9-Zylinder-Umlaufmotor

- Clerget 7Z – 7-Zylinder-Umlaufmotor mit 80 PS, der erste Flugzeugmotor, der von Pierre Clerget 1911 entwickelt wurde. Stückzahlen: 347. Die meisten Motoren wurden im zweisitzigen Doppeldecker-Schulflugzeug Avro 504 des britischen Herstellers Avro eingebaut.

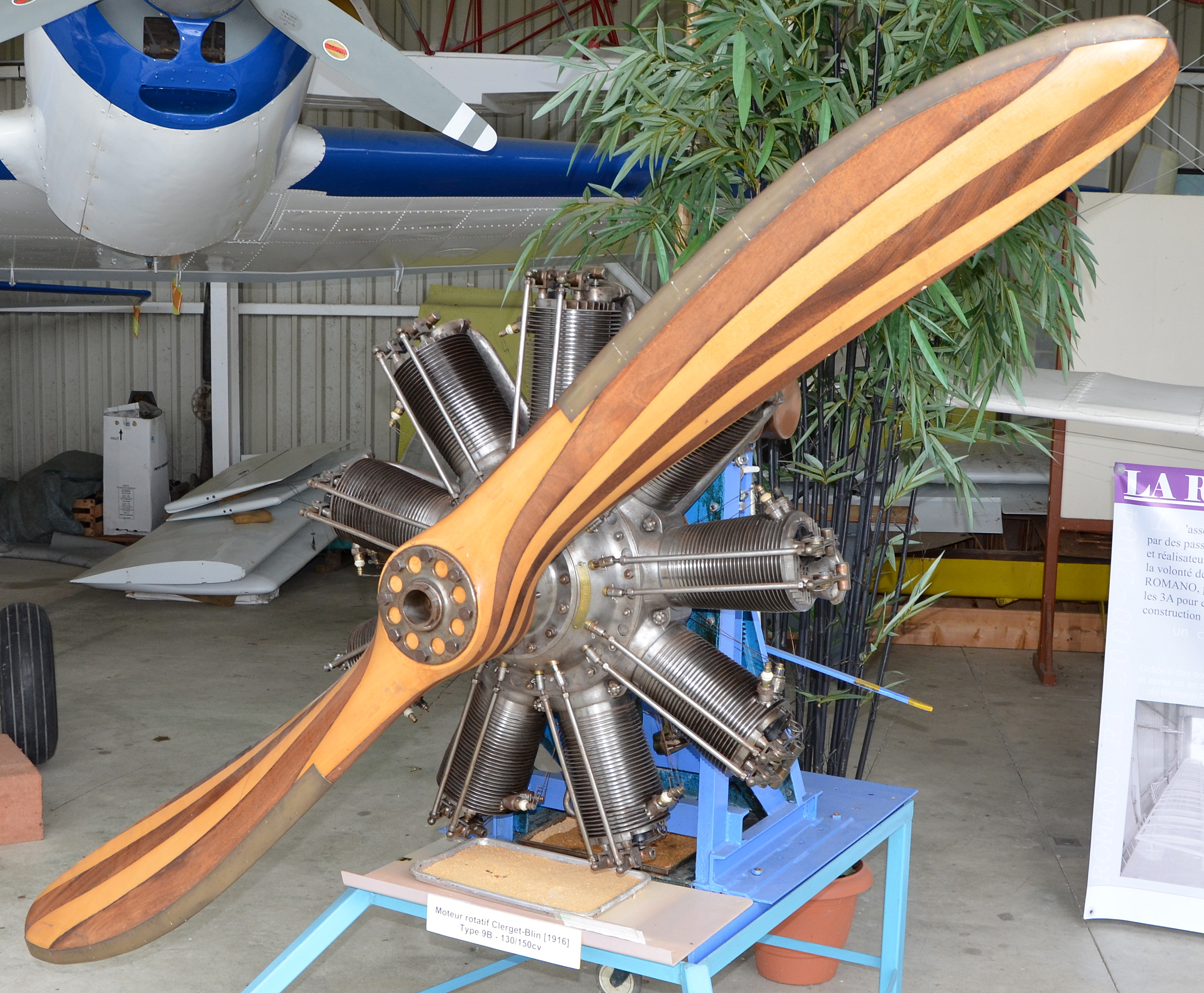
Clerget-Blin 9B aus dem Jahr 1916

- Clerget 9B – 9-Zylinder-Umlaufmotor mit 130 PS, wurde 1913 entwickelt und sowohl in Frankreich als auch in Großbritannien hergestellt. Einsatz im Sopwith Camel. Stückzahlen: 1300 produzierte alleine in Lizenz Ruston, Proctor and Company, Lincoln, England.
- Clerget 9Bf – 9-Zylinder-Umlaufmotor mit 140 PS, 1915 Weiterentwicklung der 9B-Version mit verlängertem Hub (172 mm) und größerem Hubraum von 17,5 Litern. 1750 Stück produzierte Gwynne Cars und 600 Ruston, Proctor and Company.

- Clerget 9Z – 9-Zylinder-Umlaufmotor mit 110 PS. Dieser Neun-Zylinder mit Aluminium-Kolben, röhrenförmigen Pleuel und überarbeitete Ventilsteuerung wurde 1917 gebaut.

- Clerget 11Eb – 11-Zylinder-Umlaufmotor mit 215 PS, leistungsstärkste Version, die Clerget speziell für die Modelle Sopwith Bulldog, Sopwith Hippo und Sopwith Salamander entwickelte.

Die Typen 7, 9 und 11 waren luftgekühlte Triebwerke. Kraftstoffart: Benzin mit Rizinusöl als Schmierstoff.

### Diesel-Sternmotoren
In den 1920er-Jahren entwickelte Pierre Clerget Sternmotoren zur Verwendung von Dieselkraftstoff.
- Clerget 9A – 1929, 9-Zylinder-Sternmotor, einreihig, 100 PS.
- Clerget 14F-01 – entwickelt 1937, 14-Zylinder-Doppel-Sternmotor, wurde im Doppeldecker Potez 25 eingesetzt.

## Mehrreihenmotoren
- Clerget X-16 – wassergekühlter 16-Zylinder-X-Motor, der 1911 von Clerget entwickelt wurde.

Der Aufbau des X16 ist im Prinzip ein doppelter V-Motor. Bei der X-Form sind die einzelnen Zylinderbänke jeweils um einen Winkel von 90° versetzt angeordnet. Diese Konfiguration ist äußerst ungewöhnlich, vor allem wegen seines Gewichts und der Komplexität im Vergleich zu einem Sternmotor wurde die Entwicklung nicht weiter verfolgt. Im frühen 20. Jahrhundert wurde diese X-Form unter anderen von Henry Ford und auch Daimler-Benz Typ DB 604 wieder aufgegriffen.
- Clerget H-16 – die letzte Entwicklung von Pierre Clerget, bevor er 1943 verstarb.

Anfang 1940 entwickelte Clerget einen wassergekühlten 16-Zylinder-H-Motor. Diese Serie wurde auch bekannt als der Typ Transatlantique. Clerget sah diese H-Bauform für den Flugzeugbau von Vorteil, da man im Vergleich zu Sternmotoren flachere und ebenfalls kompakte Motoren bei gleicher Zylinderanzahl bauen kann. H-Motoren haben einen geringeren Luftwiderstand als gleichgroße Sternmotoren, deren Stirnfläche wegen der kreisförmigen Zylinderanordnung größer ist.
Der H-16 erreichte mit Aufladung durch vier Radialverdichter eine Wellenleistung von 2000 PS (1500 kW). Die Zylinderreihen sahen bei Betrachtung in Richtung der Kurbelwellen wie ein liegendes H aus. Im Prinzip bestand dieser H-Motor aus zwei übereinanderliegenden 180-Grad-V-Motoren mit jeweils einer eigenen Kurbelwelle, die auf der Antriebsseite mit Zahnrädern verbunden waren. 
Die Bauart als H-Motor wurde 1966 von dem englischen B.R.M.-Team wieder aufgegriffen und in der Formel 1 verwendet.